# Tourismusstatistik
Die Tourismusstatistik liefert statistische Informationen über den Tourismus und ist überwiegend Teil der amtlichen Statistik. Daneben wird auch der bedeutungsgleiche Begriff Fremdenverkehrsstatistik verwendet.
Ihr Ziel ist die systematischen Erfassung, Darstellung und Interpretation mit Hilfe statistischer Methoden. Sie gehört zur deskriptiven Statistik.

## Abgrenzungen
Die Begriffe Beherbergungsstatistik, Bettenstatistik oder Übernachtungsstatistik decken Teilbereiche der Tourismusstatistik ab.
Statistiken zum Tourismus gibt es auf verschiedenen räumlichen Ebenen:
- touristische Gebiete (Ferien- und Metropolregionen)
- Bundesländer und Kantone
- Länder (wie Schweiz, Österreich, Deutschland)
- Großregionen (wie Europa)
- weltweit

In einigen Bereichen gibt es Überschneidungen mit der Wirtschaftsstatistik: bei der Zahl der Beherbergungsbetriebe, der Zahl der Beschäftigten, dem erzielten Umsatz u. a. m. Das "Gastgewerbe" oder "Gaststättengewerbe" umfasst aber auch Gasthöfe, Restaurants und Cafés.
Zur besseren Erfassung der Tourismuswirtschaft (einschließlich Wertschöpfung und Beschäftigungseffekten) werden in nationalen Statistiken Tourismus-Satellitenkonten (TSA) geführt, dies geht auf Vorschläge von EUROSTAT, OECD und UNWTO zurück. Ein Satellitenkonto ist in der volkswirtschaftlichen Gesamtrechnung ein Konto, das vom Kern der Rechnung getrennt ist, aber mit ihr übereinstimmt – zumeist Zusammenfassung besonderer Bereiche wie etwa Sport oder eben Tourismus.

## Weltweite und europäische Empfehlungen
Die Welttourismusorganisation der Vereinten Nationen (UNWTO) hat 2008 internationale Empfehlungen für die Tourismusstatistik veröffentlicht. Eurostat hat sein methodisches Handbuch für die Tourismusstatistik an diese IRTS 2008 angelehnt. Das Eurostat-Handbuch präzisiert die Verordnung (EU) 692/2011 über die europäische Tourismusstatistik.

## Begriffe

### Wesentliche Konzepte
Die International Recommendation for Tourism Statistics (IRTS 2008) der UNWTO und das Methodological Manual for Tourism Statistics (Eurostat) beschreiben als wesentliche Konzepte:
- Tourism (Tourismus) als Teilbereich von travel (Reisen): Tourismus umfasst Reisen außerhalb des gewöhnlichen Aufenthaltsbereichs für weniger als ein Jahr unabhängig vom Besuchszweck,
- Visitor (Besucher, Tourist) als jemand, der am Tourismus teilnimmt, entweder als tourist (Übernachtungstourist) oder als same-day visitor (Tagesbesucher),
- Trip (Reise, von der Abreise bis zur Rückkunft am gewöhnlichen Aufenthaltsort) und visit (Besuch eines Ortes während einer Reise),
- Drei wesentliche Formen von Tourismus: domestic tourism (Reisen im Inland), inbound tourism (Reisen in das Inland) und outbound tourism (Reisen in das Ausland). Diese drei Formen können zu drei Gruppen kombiniert werden: internal tourism (Inlandstourismus, umfasst domestic und inbound tourism), national tourism (Inländertourismus, umfasst domestic und outbound tourism), international tourism (internationaler Tourismus, umfasst inbound und outbound tourism).

### Einzelne Daten
Ein Vergleich der verschiedenen Quellen wird durch die Vielfalt der möglichen Messgrößen und ihrer oft abweichenden Definitionen erschwert.
Zahlen werden erhoben für
- Übernachtungen (Nächtigung)
- Beherbergungsbetriebe: dazu zählen Hotels, Motels und zumeist auch Pensionen, Gasthäuser, Campingplätze, Jugendherbergen
- private Anbieter, "Urlaub auf dem Bauernhof"
- Zimmer
- Betten
- Reisen
- Aufenthaltsdauer
- Ankünfte (an Flughäfen)

Aus den erhobenen Zahlen werden weitere Größen abgeleitet:
- Auslastungsgrad der Betriebe
- Bettendichte einer Region oder Stadt

Daneben gibt es verschiedene Arten von Tourismus:
- Der Reiseanlass kann privater (Urlaub, Besuch von Freunden und Verwandten) oder beruflicher Natur (Dienst- oder Geschäftsreise, Messe, Tagung, Geschäftskontakte) sein. Bei medizinischen Anlässen (Kur, Rehabilitation) gibt es Überschneidungen zum Gesundheitswesen.

- Oft wird Reisedauer (Kurzreisen) und zurückgelegte Entfernung (Nahtourismus, Fernreisen) unterschieden.

- Bezogen auf das betrachtete Gebiet werden Einheimische und Auswärtige differenziert.

„2007 wurden in Österreich 31,1 Millionen Gäste und 121,4 Millionen Nächtigungen (im Vergleich zu 2006: […] Ausländer +1,3 %, Inländer +2,7 %)“

- Vorwiegend auf der Betrachtungsebene von Ländern werden die Reisen der Einwohner in andere Länder (Outgoing) und die Einreisen von Besuchern aus anderen Ländern (Incoming) unterschieden.

## Erhebungen und Ergebnisse
Die Statistiken werden nach den Vorschriften bzw. Usancen des jeweiligen Staates erstellt und können daher von sehr unterschiedlicher Qualität sein.
So werden zum Beispiel in Deutschland, Österreich und der Schweiz auf Grund gesetzlicher oder verordnungsmäßiger Verpflichtung der Beherbergungsbetriebe von diesen monatlich die Summen der Ankünfte und Nächtigungen von Gästen, nach Herkunftsländern der Gäste gegliedert, an die Ortsgemeinden gemeldet. Diese haben ihrerseits Gemeindemeldungen an das statistische Landes- und/oder Bundesamt zu liefern, das die Gesamtergebnisse zusammenstellt. Außerdem wird regelmäßig der Bestand an Beherbergungsbetrieben sowie deren Zimmer- und Bettenanzahl amtlich erhoben.
In Großbritannien und Irland, wo (auch für Einheimische) keine der mitteleuropäischen Rechtslage entsprechende Verpflichtung, seinen Wohnsitz oder vorübergehenden Aufenthalt zu melden, besteht, entstehen die Tourismusresultate aus Zählungen ankommender Gäste auf Flughäfen bzw. in Häfen und aus Stichprobenerhebungen in der Hotellerie. In den Zahlen können daher hier auch Besuche bei Freunden und Verwandten (VFRs – Visits of Friends and Relatives) inkludiert sein, die in Deutschland nicht erhoben werden.
Bei internationalen Vergleichen für Regionen und Städte ist außerdem das Gebiet zu berücksichtigen, für das die Zahlen publiziert werden. Bei internationalen Vergleichen der Beherbergungskapazität ist zu berücksichtigen, was im jeweiligen Staat unter einem Beherbergungsbetrieb bzw. unter gewerblicher Beherbergung (im Unterschied zu Privatzimmern) verstanden wird.
In Deutschland werden zwei zentrale Statistiken erstellt (vgl. Tourismus in Deutschland#Tourismusstatistik):
- Die Monatserhebung im Tourismus berichtet über das Beherbergungsgewerbe in Deutschland, also über die Anbieterseite. Die Beherbergungsbetriebe liefern Angaben über die Zahl der Ankünfte und Übernachtungen von Gästen, wobei bei Gästen mit ständigem Wohnsitz im Ausland noch nach Herkunftsländern unterschieden wird.[6]

- Die Statistik über die touristische Nachfrage wertet Befragungen der Deutschen nach ihrem Reiseverhalten aus: u. a. Reiseziel, Zahl der Übernachtungen und Reiseausgaben.[7]

Zusätzlich gibt die Stiftung für Zukunftsfragen – eine Initiative von British American Tobacco seit 1984 die Deutsche Tourismusanalyse heraus. Die jährlich erscheinende Studie zum Reiseverhalten der Deutschen basiert auf persönlichen Repräsentativbefragungen und enthält Statistiken, Daten, Analysen und Prognosen u. a. zu Reisezielen, Reisedauer und Reisekosten.